# Joan Huydecoper van Maarsseveen (1769-1836)

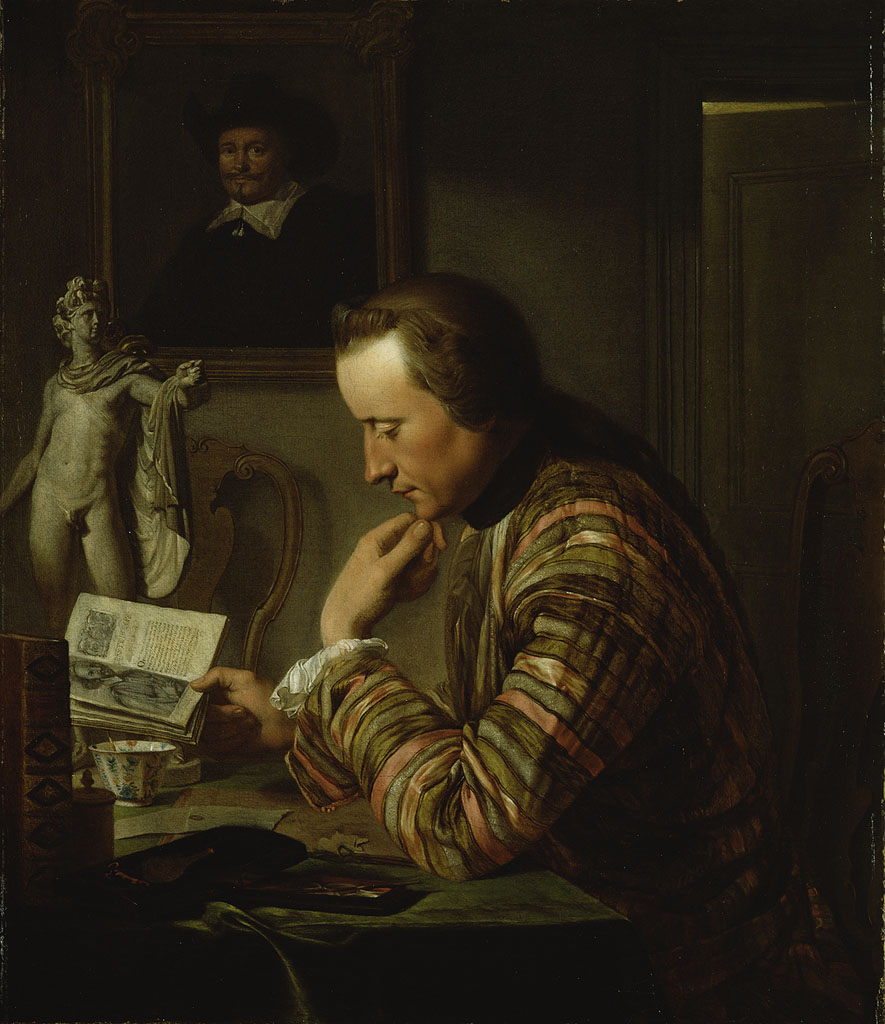
Als kunstliefhebber liet Joan Huydecoper van Maarsseveen zich in een gestreepte zijden kamerjas afbeelden

Jhr. mr. Joan Huydecoper van Maarsseveen, (Den Haag, 6 februari 1769 - Baden-Baden, 9 augustus 1836), was een regent en heer van Oud- en Nieuw-Maarsseveen en Neerdijk. Joan Huydecoper van Maarseveen, telg uit het geslacht Huydecoper, was de zoon van Jan Elias Huydecoper, schepen en burgemeester van Amsterdam, en diens tweede vrouw Anna Elisabeth van Schuylenburch. Hij woonde aan de Keizersgracht in Amsterdam en in de hofstede Doornburgh te Maarsseveen. Tot 2 juli 1791 studeerde hij Romeins en hedendaags recht aan de Hogeschool te Utrecht.
Op 14 oktober 1792 huwde hij in Amsterdam Maria Alewijn (1772-1793). In 1795 werd hij na het uitroepen van de Bataafse Republiek als regent uit zijn stedelijke functies ontheven. Nadat zijn vrouw op 21-jarige leeftijd was overleden trouwde hij in 's-Graveland op 27 september 1795 met Sophia Adriana ten Hove (1778-1818). In 1797 kocht hij voor ƒ 85.000,- Kasteel Groeneveld van Pieter Cornelis Hasselaer in Baarn. Groeneveld werd daarna gebruikt als zomerverblijf. Huydecoper liet de 18e-eeuwse interieurs vervangen door vroeg-19e-eeuwse in Empire-stijl.
Na de Franse tijd bekleedde Huydecoper weer openbare functies. Zo werd hij vice-maire van Amsterdam en mededirecteur van de pas opgerichte Nederlandsche Bank. Tot zijn dood bekleedde hij de functie president van de commissie der zandpaden tussen de steden Amsterdam, Weesp, Muiden en Naarden. Hij was in die functie verantwoordelijk voor het storten van grofpuin, lekzand en steigeraarde op het lokale wegennet. Van 19 september 1814 tot 9 augustus 1836 was hij lid van Provinciale Staten van Holland voor de Ridderschap. In 1815 was hij buitengewoon lid van de Staten-Generaal voor Holland. Na de dood van zijn vrouw Sophia Adriana ten Hove in 1818 huwde hij in 1821 Johanna Louisa van Tets (1778-1864). Bij zijn dood in 1836 erfde zijn zoon Jan Elias het grootste deel van zijn vermogen (2,4 miljoen gulden), met daarbij het Huis op de Heerengracht over de Driekoningenstraat.  Na de dood van Huydecoper bleef zijn weduwe op kasteel Groeneveld wonen. Zijn kleindochter Sophia Adriana Fabricius van Leijenburg erfde nadien het landgoed Groeneveld.

## Nevenfuncties
Net als veel andere regenten uit die tijd bekleedde Joan Huydecoper van Maarsseveen veel nevenfuncties:
- commissaris Bank van Leening, van 1807 tot 1808
- commissaris trekpad en de zandpaden op Muiden, Naarden en Weesp, 1807
- lid Syndicaat der Nederlanden
- lid Commissie van Landbouw, departement Amstelland, vanaf 18 mei 1807
- lid Syndicat de Hollande, vanaf 8 november 1810
- president Commissie van Landbouw, departement Amstelland, vanaf 1821
- directeur Maatschappij tot bevordering der landbouw
- houtvester
- lid hoofdbestuur Fonds ter aanmoediging van de gewapende dienst in de Nederlanden
- hoogheemraad van Zeeburg en Diemerdijk, omstreeks 1819 en nog in 1834
- ouderling Waalse gemeente
- lid commissie van landbouw provincie Holland, noordelijk deel
- commissaris Grootboek der Nationale Schuld, omstreeks 1815 en nog in 1830
- lid Amortisatie Syndicaat, van 1822 en nog in 1830